# 第17独立自動車化歩兵大隊 (ウクライナ陸軍)
第17独立自動車化歩兵大隊（だい17どくりつじどうしゃかほへいだいたい、ウクライナ語: 17-й окремий мотопіхотний батальйон）は、ウクライナ陸軍の大隊のひとつ。第57独立自動車化歩兵旅団隷下。

## 概要

### ウクライナ領土防衛大隊
2014年4月23日、義勇軍ウクライナ領土防衛大隊の第17キロヴォフラード領土防衛大隊として、キロヴォフラード州の行政支援を受け、キロヴォフラードで創設された。
2014年6月から、ドンバス戦争に投入され、ザポリージャ州、ドネツィク州の検問所に配備された。

### ウクライナ陸軍
2014年10月8日、ウクライナ陸軍に編入し、新編されたキロヴォフラード州駐屯の第57独立自動車化歩兵旅団に配属され、第17独立自動車化歩兵大隊に改編した。

### ロシアのウクライナ侵攻
2022年5月、ロシアのウクライナ侵攻では、東部ルハーンシク州トシキウカに配備されていた。

## 編制
- 大隊本部（ゼレニー・ピッド）
- 第1中隊
- 第2中隊
- 第3中隊
- 迫撃砲中隊
- 対空砲小隊
- 偵察小隊
- 工兵小隊
- 後方支援隊